# Liste des médaillés aux Jeux olympiques de 1912
Cet article liste les athlètes ayant remporté une médaille aux Jeux olympiques de 1912 à Stockholm en Suède du 29 juin au 22 juillet 1912.

## Athlétisme
| Épreuves                    | Or | Argent | Bronze                                                                                          |
| --------------------------- | --- | --- | ----------------------------------------------------------------------------------------------- |
| Hommes                      | | |                                                                                                 |
| 100 m                       | Ralph Craig (USA) | Alvah Meyer (USA) | Don Lippincott (USA)                                                                            |
| 200 m                       | Ralph Craig (USA) | Don Lippincott (USA) | William Applegarth (GBR)                                                                        |
| 400 m                       | Charles Reidpath (USA) | Hanns Braun (GER) | Ed Lindberg (USA)                                                                               |
| 800 m                       | Ted Meredith (USA) | Mel Sheppard (USA) | Ira Davenport (USA)                                                                             |
| 1 500 m                     | Arnold Jackson (GBR) | Abel Kiviat (USA) | Norman Taber (USA)                                                                              |
| 5 000 m                     | Hannes Kolehmainen (FIN) | Jean Bouin (FRA) | George Hutson (GBR)                                                                             |
| 10 000 m                    | Hannes Kolehmainen (FIN) | Lewis Tewanima (USA) | Albin Stenroos (FIN)                                                                            |
| Marathon                    | Ken McArthur (CAN) | Chris Gitsham (CAN) | Gaston Strobino (USA)                                                                           |
| 110 m haies                 | Fred Kelly (USA) | James Wendell (USA) | Martin Hawkins (USA)                                                                            |
| Cross individuel            | Hannes Kolehmainen (FIN) | Hjalmar Andersson (SWE) | John Eke (SWE)                                                                                  |
| Relais 4 × 100 m            | Grande-Bretagne William Applegarth Victor d'Arcy David Jacobs Henry Macintosh | Suède Knut Lindberg Charles Luther Ivan Möller Ture Person                                                                          | non décernée                                                                                    |
| Relais 4 × 400 m            | États-Unis Ed Lindberg Ted Meredith Charles Reidpath Mel Sheppard | France Pierre Failliot Charles Lelong Charles Poulenard Robert Schurrer                                                             | Grande-Bretagne Ernest Henley George Nicol Cyril Seedhouse James Soutter                        |
| 3 000 m par équipes         | États-Unis Tell Berna George Bonhag Abel Kiviat Henry Scott Norman Taber | Suède Bror Fock Nils Frykberg Thorild Olsson Ernst Wide John Zander                                                                 | Grande-Bretagne William Cottrill George Hutson William Moore Edward Owen Cyril Porter           |
| Cross-country par équipes   | Suède Hjalmar Andersson Gustav Carlén John Eke Bror Fock Edvin Hellgren John Klintberg Brynolf Larsson Axel Lindahl Klas Lundström Henrik Nordström Johan Sundkvist Josef Ternström | Finlande Jalmari Eskola Efraim Harju Väinö Heikkilä Viljam Johansson Hannes Kolehmainen Ville Kyrönen Aarne Lindholm Albin Stenroos | Grande-Bretagne William Cottrill Ernest Glover Frederick Hibbins Thomas Humphreys William Scott |
| 10 km marche                | George Goulding (CAN) | Ernest Webb (GBR) | Fernando Altimani (ITA)                                                                         |
| Saut en hauteur             | Alma Richards (USA) | Hans Liesche (GER) | George Horine (USA)                                                                             |
| Saut en hauteur sans élan   | Platt Adams (USA) | Benjamin Adams (USA) | Konstantínos Tsiklitíras (GRE)                                                                  |
| Saut à la perche            | Harry Babcock (USA) | Frank Nelson (USA) Marc Wright (USA)                                                                                                | William Halpenny (CAN) Frank Murphy (USA) Bertil Uggla (SWE)                                    |
| Saut en longueur            | Albert Gutterson (USA) | Calvin Bricker (CAN) | Georg Åberg (SWE)                                                                               |
| Saut en longueur sans élan  | Konstantínos Tsiklitíras (GRE) | Platt Adams (USA) | Benjamin Adams (USA)                                                                            |
| Triple saut                 | Gustaf Lindblom (SWE) | Georg Åberg (SWE) | Erik Almlöf (SWE)                                                                               |
| Lancer du poids             | Patrick McDonald (USA) | Ralph Rose (USA) | Lawrence Whitney (USA)                                                                          |
| Lancer du poids à 2 mains   | Ralph Rose (USA) | Patrick McDonald (USA) | Elmer Niklander (FIN)                                                                           |
| Lancer du disque            | Armas Taipale (FIN) | Richard Byrd (USA) | James Duncan (USA)                                                                              |
| Lancer du disque à 2 mains  | Armas Taipale (FIN) | Elmer Niklander (FIN) | Emil Magnusson (SWE)                                                                            |
| Lancer du marteau           | Matthew McGrath (USA) | Duncan Gillis (CAN) | Clarence Childs (USA)                                                                           |
| Lancer du javelot           | Eric Lemming (SWE) | Julius Saaristo (FIN) | Mór Kóczán (HUN)                                                                                |
| Lancer du javelot à 2 mains | Julius Saaristo (FIN) | Väinö Siikaniemi (FIN) | Urho Peltonen (FIN)                                                                             |
| Pentathlon                  | Ferdinand Bie (NOR) Jim Thorpe (USA) | James Donahue (USA) | Frank Lukeman (CAN)                                                                             |
| Décathlon                   | Jim Thorpe (USA) Hugo Wieslander (SWE) | Charles Lomberg (SWE) | Gösta Holmér (SWE)                                                                              |

## Aviron
| Épreuves                      | Or | Argent | Bronze |
| ----------------------------- | --- | --- | --- |
| Hommes                        | | | |
| Skiff                         | William Kinnear (GBR) | Polydore Veirman (BEL) | Everard Butler (CAN) |
| Quatre avec barreur           | Allemagne Albert Arnheiter Otto Fickeisen Rudolf Fickeisen Karl Leister Hermann Wilker                                                       | Grande-Bretagne Julius Beresford Geoffrey Carr Herbert Logan Charles Rought Karl Vernon                                                                      | Danemark Erik Bisgaard Ejgil Clemmensen Rasmus Frandsen Mikael Simonsen Poul Thymann                                                   |
| Quatre avec barreur Outrigger | Danemark Ejlert Allert Poul Hartman Jørgen Hansen Carl Möller Carl Petersen                                                                  | Suède Conrad Brunkman William Bruhn-Möller Herman Dahlbäck Ture Rosvall Wilhelm Wilkens                                                                      | Norvège Olaf Björnstad Magnus Herseth Reidar Holter Claus Höyer Frithiof Ostald                                                        |
| Huit                          | Grande-Bretagne Edgar Burgess Philip Fleming Arthur Garton James Gillan Ewart Horsfall Alister Kirby Sidney Swann Henry Wells Leslie Wormald | Grande-Bretagne Robert Bourne Beaufort Burdekin William Fison Thomas Gillepsie Charles Littlejohn William Parker Frederick Pitman John Walker Arthur Wiggins | Allemagne Fritz Bartholomae Willi Bartholomae Max Broeske Werner Dehnn Otto Liebing Hans Mathiae Rudolf Reichelt Kurt Runge Max Vetter |

## Cyclisme

### Route
| Épreuves           | Or                                                     | Argent                                                                      | Bronze                                                                 |
| ------------------ | ------------------------------------------------------ | --------------------------------------------------------------------------- | ---------------------------------------------------------------------- |
| Hommes             |                                                        |                                                                             |                                                                        |
| Course en ligne    | Rudolph Lewis (RSA)                                    | Freddie Grubb (GBR)                                                         | Carl Otto Schutte (USA)                                                |
| Course par équipes | Suède Erik Friborg Algot Lönn Ragnar Malm Axel Persson | Grande-Bretagne Freddie Grubb William Hammond Leonard Meredith Charles Moss | États-Unis Albert Krushel Alvin Loftes Walter Martin Carl Otto Schutte |

## Équitation
| Épreuves                     | Or | Argent | Bronze |
| ---------------------------- | --- | --- | --- |
| Concours complet individuel  | Axel Nordlander (SWE) sur Lady Artist                                                                                        | Friedrich von Rochow (GER) sur Idealist | Jacques Cariou (FRA) sur Cocotte |
| Concours complet par équipes | Suède Nils Adlercreutz sur Atout Ernst Casparsson sur Irmelin Henric Horn af Åminne sur Omen Axel Nordlander sur Lady Artist | Allemagne Eduard von Lütcken sur Blue Boy Carl von Moers sur May-Queen Friedrich von Rochow sur Idealist Richard von Schaesberg sur Grundsee | États-Unis Ephraim Graham sur Connie Guy Henry sur Chiswell Ben Lear sur Poppy John Montgomery sur Deceive                                     |
| Dressage individuel          | Carl Bonde (SWE) sur Emperor                                                                                                 | Gustaf Adolf Boltenstern (SWE) sur Neptun | Hans von Blicken-Finecke (SWE) sur Maggie |
| Saut d'obstacles individuel  | Jacques Cariou (FRA) sur Mignon                                                                                              | Rabod von Kröcher (GER) sur Dohna | Emmanuel de Blommaert (BEL) sur Clomore |
| Saut d'obstacles par équipes | Suède Gustaf Kilman sur Gåtan Gustaf Lewenhaupt sur Medusa Fredrik Rosencrantz sur Drabant Hans von Rosen sur Lord Iron      | France Jacques Cariou sur Mignon Pierre Dufour d'Astafort sur Amazone Ernest Meyer sur Allons-y Gaston Seigner sur Cocotte                   | Allemagne Ernst Deloch sur Hubertus Frédéric-Charles de Prusse sur Gibson Boy Sigismund Freyer sur Ultimus Wilhelm von Hohenau sur Pretty Girl |

## Escrime
| Épreuves           | Or | Argent | Bronze |
| ------------------ | --- | --- | --- |
| Hommes             | | | |
| Épée individuelle  | Paul Anspach (BEL)                                                                                                | Ivan Joseph Martin Osiier (DEN)                                                                                           | Philippe le Hardy de Beaulieu (BEL)                                                                              |
| Épée par équipes   | Belgique Henri Anspach Paul Anspach Robert Hennet Jacques Ochs Gaston Salmon Victor Willems                       | Grande-Bretagne Percival Davson Arthur Everitt Martin Holt Sydney Martineau Robert Montgomerie Edgar Seligman             | Pays-Bas Adrianus de Jong Jetze Doorman Leonardus Salomonson Willem van Blijenburgh George van Rossem            |
| Fleuret individuel | Nedo Nadi (ITA)                                                                                                   | Pietro Speciale (ITA) | Richard Verderber (AUT)                                                                                          |
| Sabre individuel   | Jenő Fuchs (HUN)                                                                                                  | Béla Békessy (HUN) | Ervin Mészáros (HUN)                                                                                             |
| Sabre par équipes  | Hongrie László Berti Dezső Földes Jenő Fuchs Oszkár Gerde Ervin Mészáros Zoltán Schenker Péter Tóth Lajos Werkner | Autriche Albert Bogen Rudolf Cvetko Friedrich Golling Otto Herschmann Andreas Suttner Reinhold Trampler Richard Verderber | Pays-Bas Adrianus de Jong Hendrik de Jongh Jetze Doorman Dirk Scalongne Willem van Blijenburgh George van Rossem |

## Football
| Épreuves         | Or | Argent | Bronze |
| ---------------- | --- | --- | --- |
| Tournoi masculin | Grande-Bretagne Arthur Berry Ronald Brebner Thomas Burn Joseph Dines Edward Hanney Gordon Hoare Arthur Knight Henry Littlewort Douglas McWhirter Ivan Sharpe Harold Stamper Harold Walden Vivian John Woodward Gordon Wright | Danemark Paul Berth Charles Buchwald Hjalmar Christoffersen Harald Hansen Sophus Hansen Emil Jørgensen Ivar Lykke Nils Middelboe Oskar Nielsen Poul Nielsen Sophus Nielsen Anthon Olsen Axel Petersen Axel Thufason Vilhelm Wolfhagen | Pays-Bas Piet Bouman Joop Boutmy Nico Bouvy Huug de Groot Bok de Korver Nico de Wolf Constant Feith Ge Fortgens Just Göbel Dirk Lotsy Cees ten Cate Jan van Breda Kolff Jan van der Sluis Jan Vos David Wijnveldt |

## Gymnastique
| Épreuves                             | Or | Argent | Bronze |
| ------------------------------------ | --- | --- | --- |
| Concours par équipes                 | Italie Pietro Bianchi Guido Boni Alberto Braglia Giuseppe Domenichelli Carlo Fregosi Alfredo Gollini Francesco Loi Luigi Maiocco Giovanni Mangiante Lorenzo Mangiante Serafino Mazzarochi Guido Romano Paolo Salvi Luciano Savorini Adolfo Tunesi Giorgio Zampori Umberto Zanolini Angelo Zorzi                                                                                        | Hongrie József Bittenbinder Imre Erdődy Samu Fóti Imre Gellért Győző Haberfeld Ottó Hellmich István Herczeg József Keresztessy Lajos Kmetykó János Krizmanich Elemér Pászti Árpád Pédery Jenõ Rittich Ferenc Szüts Ödön Téry Géza Tuli | Grande-Bretagne Albert Betts William Cowhig Sidney Cross Harold Dickason Herbert Drury Bernard Franklin Leonard Hanson Samuel Hodgetts Charles Luck William MacKune Ronald McLean Alfred Messenger Henry Oberholzer Edward Pepper Edward Potts Reginald Potts George Ross Charles Simmons Arthur Southern William Titt Charles Vigurs Samuel Walker John Whitaker |
| Concours général individuel          | Alberto Braglia (ITA) | Louis Ségura (FRA) | Adolfo Tunesi (ITA) |
| Concours par équipes Système libre   | Norvège Isak Abrahamsen Hans Beyer Hartmann Bjørnsen Alfred Engelsen Bjarne Johnsen Sigurd Jørgensen Knud Leonard Knudsen Alf Lie Rolf Lie Tor Lund Petter Martinsen Per Mathiesen Jacob Opdahl Nils Opdahl Bjarne Pettersen Frithjof Sælen Øistein Schirmer Georg Selenius Sigvard Sivertsen Robert Sjursen Einar Strøm Gabriel Thorstensen Thomas Thorstensen Nils Voss              | Finlande Kaarlo Ekholm Eino Forsström Eero Hyvärinen Mikko Hyvärinen Tauno Ilmoniemi Ilmari Keinänen Jalmari Kivenheimo Karl Lund Aarne Pelkonen Ilmari Pernaja Arvid Rydman Eino Saastamoinen Aarne Salovaara Heikki Sammallahti Hannes Sirola Klaus Suomela Lauri Tanner Väinö Tiiri Kaarlo Vähämäki Kaarlo Vasama | Danemark Axel Andersen Hjalmart Andersen Halvor Birch Wilhelm Grimmelmann Arvor Hansen Christian Hansen Marius Hansen Charles Jensen Hjalmar Peter Johansen Poul Jørgensen Carl Krebs Vigo Madsen Lukas Nielsen Rikard Nordstrøm Steen Olsen Oluf Olsson Carl Pedersen Oluf Pedersen Niels Petersen Christian Svendsen                                            |
| Concours par équipes Système suédois | Suède Per Bertilsson Carl-Ehrenfried Carlberg Nils Granfelt Curt Hartzell Oswald Holmberg Anders Hylander Axel Janse Boo Kullberg Sven Landberg Per Nilsson Benkt Norelius Axel Norling Daniel Norling Sven Rosén Nils Silfverskiöld Carl Silfverstrand John Sörenson Yngve Stiernspetz Carl-Erik Svensson Karl-Johan Svensson Knut Torell Edward Wennerholm Claes Wersäll David Wiman | Danemark Peter Andersen Valdemar Bøggild Søren Peter Christensen Ingvald Eriksen George Falcke Torkild Garp Hans Trier Hansen Johannes Hansen Rasmus Hansen Jens Kristian Jensen Søren Alfred Jensen Karl Kirk Jens Kirkegaard Olaf Kjems Carl Anton Larsen Jens Peter Laursen Marius Lefèrve Povl Mark Einar Olsen Hans Pedersen Hans Eiler Pedersen Olaf Pedersen Peder Larsen Pedersen Aksel Sørensen Martin Thau Søren Thorborg Kristen Vadgaard Johannes Vinther | Norvège Arthur Amundsen Jørgen Andersen Trygve Bøyesen Georg Brustad Conrad Christensen Oscar Engelstad Marius Eriksen Axel Henry Hansen Petter Hol Eugen Ingebretsen Olaf Ingebretsen Olof Jacobsen Erling Jensen Thor Jensen Frithjof Olsen Oscar Olstad Edvin Paulsen Carl Alfred Pedersen Paul Pedersen Rolf Robach Sigurd Smebye Torleif Torkildsen          |

## Lutte

### Gréco-romaine
| Épreuves        | Or                   | Argent                                  | Bronze                     |
| --------------- | -------------------- | --------------------------------------- | -------------------------- |
| Hommes          |                      |                                         |                            |
| Poids plumes    | Kaarlo Koskelo (FIN) | Otto Lasanen (FIN)                      | Georg Gerstäcker (GER)     |
| Poids légers    | Emil Väre (FIN)      | Gustaf Malmström (SWE)                  | Edvin Matiasson (SWE)      |
| Poids moyens    | Claes Johanson (SWE) | Martin Klein (RUS)                      | Alfred Asikainen (FIN)     |
| Poids mi-lourds | non décernée         | Anders Ahlgren (SWE) Ivar Böhling (FIN) | Béla Varga (HUN)           |
| Poids lourds    | Yrjö Saarela (FIN)   | Johan Olin (FIN)                        | Søren Marinus Jensen (DEN) |

## Natation
| Épreuves                    | Or                                                                       | Argent                                                                    | Bronze                                                                     |
| --------------------------- | ------------------------------------------------------------------------ | ------------------------------------------------------------------------- | -------------------------------------------------------------------------- |
| Hommes                      |                                                                          |                                                                           |                                                                            |
| 100 m nage libre            | Duke Kahanamoku (USA)                                                    | Cecil Healy (ANZ)                                                         | Kenneth Huszagh (USA)                                                      |
| 400 m nage libre            | George Hodgson (CAN)                                                     | Jack Hatfield (GBR)                                                       | Harold Hardwick (ANZ)                                                      |
| 1 500 m nage libre          | George Hodgson (CAN)                                                     | Jack Hatfield (GBR)                                                       | Harold Hardwick (ANZ)                                                      |
| 100 m dos                   | Harry Hebner (USA)                                                       | Otto Fahr (GER)                                                           | Paul Kellner (GER)                                                         |
| 200 m brasse                | Walter Bathe (GER)                                                       | Wilhelm Lützow (GER)                                                      | Kurt Malisch (GER)                                                         |
| 400 m brasse                | Walter Bathe (GER)                                                       | Thor Henning (SWE)                                                        | Percy Courtman (GBR)                                                       |
| Relais 4 × 200 m nage libre | Australasie Leslie Boardman Malcolm Champion Harold Hardwick Cecil Healy | États-Unis Harry Hebner Kenneth Huszagh Duke Kahanamoku Perry McGillivray | Grande-Bretagne Thomas Battersby William Foster Jack Hatfield Henry Taylor |
| Femmes                      |                                                                          |                                                                           |                                                                            |
| 100 m nage libre            | Fanny Durack (ANZ)                                                       | Mina Wylie (ANZ)                                                          | Jennie Fletcher (GBR)                                                      |
| Relais 4 × 100 m nage libre | Grande-Bretagne Jennie Fletcher Isabella Moore Annie Speirs Irene Steer  | Allemagne Wally Dressel Louise Otto Grete Rosenberg Hermine Stindt        | Autriche Margarete Adler Klara Milch Josephine Sticker Berta Zahourek      |

## Pentathlon moderne
| Épreuves   | Or                     | Argent              | Bronze               |
| ---------- | ---------------------- | ------------------- | -------------------- |
| Hommes     |                        |                     |                      |
| Individuel | Gösta Lilliehöök (SWE) | Gösta Åsbrink (SWE) | Georg de Laval (SWE) |

## Plongeon
| Épreuves        | Or                    | Argent                  | Bronze                |
| --------------- | --------------------- | ----------------------- | --------------------- |
| Hommes          |                       |                         |                       |
| Tremplin à 3 m  | Paul Günther (GER)    | Hans Luber (GER)        | Kurt Behrens (GER)    |
| Haut-vol à 10 m | Erik Adlerz (SWE)     | Albert Zürner (GER)     | Gustaf Blomgren (SWE) |
| Plongeon simple | Erik Adlerz (SWE)     | Hjalmar Johansson (SWE) | Johan Jansson (SWE)   |
| Femmes          |                       |                         |                       |
| Haut-vol à 10 m | Greta Johansson (SWE) | Lisa Regnell (SWE)      | Isabelle White (GBR)  |

## Tennis
| Épreuves         | Or                                         | Argent                                                | Bronze                                       |
| ---------------- | ------------------------------------------ | ----------------------------------------------------- | -------------------------------------------- |
| Simple messieurs | André Gobert (FRA)                         | Charles Dixon (GBR)                                   | Anthony Wilding (ANZ)                        |
| Simple dames     | Edith Hannam (GBR)                         | Sofie Castenschiold (DEN)                             | Mabel Parton (GBR)                           |
| Double messieurs | France Maurice Germot André Gobert         | Suède Carl Kempe Gunnar Setterwall                    | Grande-Bretagne Alfred Beamish Charles Dixon |
| Double mixte     | Grande-Bretagne Edith Hannam Charles Dixon | Grande-Bretagne Helen Aitchison Herbert Roper-Barrett | Suède Sigrid Fick Gunnar Setterwall          |

## Tir
| Épreuves                                            | Or | Argent                                                                                                   | Bronze |
| --------------------------------------------------- | --- | --- | --- |
| Mixte                                               | | | |
| Carabine libre à 50 m                               | Frederick Hird (USA)                                                                                     | William Milne (GBR)                                                                                      | Harold Burt (GBR) |
| Carabine libre à 300 m 3 positions                  | Paul Colas (FRA)                                                                                         | Lars Jørgen Madsen (DEN)                                                                                 | Niels Larsen (DEN) |
| Carabine d'ordonnance à 300 m 3 positions           | Sándor Prokopp (HUN)                                                                                     | Carl Osburn (USA)                                                                                        | John Jackson (USA) |
| Carabine par équipes                                | États-Unis Harry Adams Allan Briggs Cornelius Burdette John Jackson Carl Osburn Warren Sprout            | Grande-Bretagne Henry Burr Arthur Fulton Harcourt Ommundsen Edward Parnell James Reid Edward Skilton     | Suède Carl Björkman Tönnes Björkman Mauritz Eriksson Werner Jernström Hugo Johansson Bernhard Larsson                 |
| Carabine libre par équipes                          | Suède Carl Björkman Erik Blomqvist Mauritz Eriksson Hugo Johansson Gustaf Adolf Jonsson Bernhard Larsson | Norvège Albert Helgerud Einar Liberg Østen Østensen Olaf Sæther Ole Sæther Gudbrand Skatteboe            | Danemark Niels Andersen Jens Hajslund Laurits Larsen Niels Larsen Lars Jørgen Madsen Ole Olsen                        |
| Petite carabine à 25 m                              | Vilhelm Carlberg (SWE)                                                                                   | Johan Hübner von Holst (SWE)                                                                             | Gideon Ericsson (SWE)                                                                                                 |
| Petite carabine à 25 m par équipes                  | Suède Gustaf Boivie Eric Carlberg Vilhelm Carlberg Johan Hübner von Holst                                | Grande-Bretagne William Milne Joseph Pepé William Pimm William Styles                                    | États-Unis Frederick Hird William Leushner William McDonnell Warren Sprout                                            |
| Petite carabine à 50 m par équipes                  | Grande-Bretagne Edward Lessimore Robert Murray Joseph Pepé William Pimm                                  | Suède Eric Carlberg Vilhelm Carlberg Arthur Nordenswan Ruben Örtegren                                    | États-Unis Frederick Hird William Leushner Carl Osburn Warren Sprout                                                  |
| Pistolet à 25 m tir rapide                          | Alfred Lane (USA)                                                                                        | Paul Palén (SWE)                                                                                         | Johan Hübner von Holst (SWE)                                                                                          |
| Pistolet à 50 m                                     | Alfred Lane (USA)                                                                                        | Peter Dolfen (USA)                                                                                       | Charles Stewart (GBR)                                                                                                 |
| Pistolet à 30 m par équipes                         | Suède Eric Carlberg Vilhelm Carlberg Johan Hübner von Holst Paul Palén                                   | Russie Amos Kash Nikolai Melnitsky Grigori Panteleimonov Pavel Voyloshnikov                              | Grande-Bretagne Hugh Durant Albert Kempster Horatio Poulter Charles Stewart                                           |
| Pistolet à 50 m par équipes                         | États-Unis John Dietz Peter Dolfen Alfred Lane Henry Sears                                               | Suède Erik Boström Eric Carlberg Vilhelm Carlberg Georg de Laval                                         | Grande-Bretagne Hugh Durant Albert Kempster Horatio Poulter Charles Stewart                                           |
| Tir au cerf courant à 100 m coup simple             | Alfred Swahn (SWE)                                                                                       | Åke Lundeberg (SWE)                                                                                      | Nestori Toivonen (FIN)                                                                                                |
| Tir au cerf courant à 100 m coup simple par équipes | Suède Per-Olof Arvidsson Åke Lundeberg Alfred Swahn Oscar Swahn                                          | États-Unis William Leushner William Libbey William McDonnell Walter Winans                               | Finlande Axel Londen Ernst Rosenqvist Nestori Toivonen Iivar Väänänen                                                 |
| Tir au cerf courant coup double à 100 m             | Åke Lundeberg (SWE)                                                                                      | Edvard Benedicks (SWE)                                                                                   | Oscar Swahn (SWE) |
| Fosse olympique                                     | James Graham (USA)                                                                                       | Alfred Goeldel (GER)                                                                                     | Harry Blau (RUS) |
| Tir aux pigeons par équipes                         | États-Unis Charles Billings Edward Gleason James Graham Frank Hall John Hendrickson Ralph Spotts         | Grande-Bretagne John Butt William Grosvenor Harry Humby Alexander Maunder Charles Palmer George Whitaker | Allemagne Alfred Goeldel Horst Goeldel Erland Koch Albert Preuß Erich Graf von Bernstorff Franz von Zedlitz und Leipe |

## Tir à la corde
| Épreuves         | Or | Argent | Bronze       |
| ---------------- | --- | --- | ------------ |
| Tournoi masculin | Grande-Bretagne Walter Chaffe Joseph Dowler Frederick Humphreys Mathias Hynes Edwin Mills Alexander Munro John Sewell John James Shepherd | Suède Arvid Andersson Adolf Bergman Johan Edman Erik Algot Fredriksson August Gustafsson Carl Jonsson Erik Larsson Herbert Lindström | non décernée |

## Voile
| Épreuves | Or | Argent | Bronze |
| -------- | --- | --- | --- |
| Hommes   | | | |
| 6 m JI   | France Amédée Thubé Gaston Thubé Jacques Thubé | Danemark Steen Herschend Hans Meulengracht-Madsen Sven Thomsen                                                                                   | Suède Otto Aust Eric Sandberg Harald Sandberg                                                                              |
| 8 m JI   | Norvège Thomas Aas Andreas Brecke Torleiv Corneliussen Thoralf Glad Christian Jebe                                                                     | Suède Emil Henriques Bengt Heyman Alvar Thiel Herbert Westermark Nils Westermark                                                                 | Finlande Arthur Ahnger Emil Lindh Bertil Tallberg Georg Westling Gunnar Tallberg                                           |
| 10 m JI  | Suède Filip Ericsson Carl Hellström Paul Isberg Humbert Lundén Herman Nyberg Harry Rosenswärd Erik Wallerius Harald Wallin                             | Finlande Waldemar Björkstén Jacob Björnström Bror Brenner Allan Franck Erik Lindh Adolf Pekkalainen Harry Wahl                                   | Russie Esper Beloselsky Ernest Brasche Karl Lindblom Nikolai Puschnitsky Aleksandr Rodionov Iosif Schomaker Philip Strauch |
| 12 m JI  | Norvège Johan Anker Nils Bertelsen Eilert Falch-Lund Halfdan Hansen Arnfinn Heje Magnus Konow Alfred Larsen Petter Larsen Christian Staib Carl Thaulow | Suède Per Bergman Dick Bergström Kurt Bergström Hugo Clason Folke Johnson Sigurd Kander Nils Lamby Erik Lindqvist Nils Persson Richard Sällström | Russie Max Alfthan Erik Hartvall Jarl Hulldén Sigurd Juslén Ernst Krogius Eino Sandelin Johan Silén                        |

## Water-polo
| Épreuves         | Or | Argent | Bronze |
| ---------------- | --- | --- | --- |
| Tournoi masculin | Grande-Bretagne Isaac Bentham Charles Bugbee George Cornet Arthur Edwin Hill Paul Radmilovic Charles Smith George Wilkinson | Suède Robert Andersson Vilhelm Andersson Erik Bergqvist Max Gumpel Pontus Hansson Harald Julin Torsten Kumfeldt | Belgique Victor Boin Félicien Courbet Herman Donners Albert Durant Oscar Grégoire Herman Meyboom Joseph Pletinckx |

## Athlètes les plus médaillés
| Athlète                | Pays            | Sport      | Médaille d'or, Jeux olympiques | Médaille d'argent, Jeux olympiques | Médaille de bronze, Jeux olympiques | Total |
| Vilhelm Carlberg       | Suède           | Tir        | 3                              | 2                                  | 0                                   | 5     |
| Hannes Kolehmainen     | Finlande        | Athlétisme | 3                              | 1                                  | 0                                   | 4     |
| Alfred Lane            | États-Unis      | Tir        | 3                              | 0                                  | 0                                   | 3     |
| Eric Carlberg          | Suède           | Tir        | 2                              | 2                                  | 0                                   | 4     |
| Johan Hübner von Holst | Suède           | Tir        | 2                              | 1                                  | 1                                   | 4     |
| Åke Lundeberg          | Suède           | Tir        | 2                              | 1                                  | 0                                   | 3     |
| Carl Osburn            | États-Unis      | Tir        | 1                              | 2                                  | 1                                   | 4     |
| Jacques Cariou         | France          | Équitation | 1                              | 1                                  | 1                                   | 3     |
| Charles Dixon          | Grande-Bretagne | Tennis     | 1                              | 1                                  | 1                                   | 3     |
| Harold Hardwick        | Australasie     | Natation   | 1                              | 0                                  | 2                                   | 3     |
| Jack Hatfield          | Grande-Bretagne | Natation   | 0                              | 2                                  | 1                                   | 3     |